# Condition en droit civil français

La condition en droit civil fait référence à l'obligation conditionnelle. L'obligation conditionnelle, tout en étant affectée de conditions de validité, correspond à la condition suspensive et la condition résolutoire.
L'obligation conditionnelle est régie par les articles 1304 à 1304-7 du code civil français.

## Définition
La condition en droit civil ou l'obligation conditionnelle fait référence à l'obligation conditionnelle, c'est-à-dire l'obligation qui, selon l'article 1304 du Code civil, « dépend d'un événement futur et incertain ».
L'obligation conditionnelle correspond, soit à  une condition suspensive, soit à  une condition résolutoire.
- La condition suspensive permet de faire dépendre l'exécution d'une obligation d'un événement dont la réalisation est incertaine. Un cas courant est celui de l'achat d'un appartement que l'on fait dépendre de l'obtention d'un prêt auprès d'une banque.
- La condition résolutoire, à l'inverse, annule une obligation et fait disparaître le contrat rétroactivement si elle survient.

La condition en droit civil ou l'obligation conditionnelle se distingue de l'obligation dite pure et simple, laquelle n'est pas conditionnée.

## Conditions de validité
La condition en droit civil ou l'obligation conditionnelle suppose la réunion de 2 conditions cumulatives.
- La première condition, selon les termes de l'article 1304-1 du Code civil, nécessite que la condition soit licite, c'est-à-dire qu'elle soit conforme aux bonnes mœurs et à l'ordre public.
- La seconde condition, selon les termes de l'article 1304-2 du Code civil, suppose que la condition ne dépende pas de la seule volonté du débiteur.